# Acartus hirtus abyssinicus
Acartus hirtus abyssinicus es una subespecie de escarabajo longicornio del género Acartus, tribu Acanthocinini, subfamilia Lamiinae. Fue descrita científicamente por Breuning en 1955.
El período de vuelo de la especie se presenta durante los meses de abril, julio, noviembre y diciembre.

## Descripción
Mide 5-7 milímetros de longitud.

## Distribución
Se distribuye por Etiopía, Kenia y Somalia.